# Liri
Liri (Llire en patués) es una localidad española perteneciente al municipio de Castejón de Sos, en la Ribagorza, provincia de Huesca, Aragón.

## Patrimonio
- Iglesia parroquial de orígenes románicos, situada sobre un montículo rocoso y con estructura de los siglos XVI y XVII.[2][3]
- Ermita de la Virgen del Puy, del siglo XVI-XVII.[2][3]
- Casa La Plana, de origen medieval y a la entrada del pueblo del cual aún quedan el torreón y un recinto cerrado.[2][3]
- Las Doce Cascadas, lugar donde practicar barranquismo.

## Fiestas
- Liri celebra sus fiestas los días 11 y 12 de noviembre en honor a san Martín.
- 24 de junio en honor a San Juan.[3]